# Casto Méndez Núñez
Casto Méndez Núñez (Vigo, 1º luglio 1824 – Pontevedra, 21 agosto 1869) è stato un marinaio e militare spagnolo. Contrammiraglio dell'Armada Española, fu per alcuni mesi al comando della Numancia, la prima nave corazzata che compì il giro del mondo, e diresse la flotta spagnola nell'ultima fase della guerra ispano-sudamericana.

## Biografia
Nato a Vigo, in Galizia, Casto Méndez Núñez si arruolò nell'Armada Española nel 1840. Dopo aver compiuto diverse missioni in Africa, in America del Sud e in Italia, nel 1851 fu promosso al comando della goletta Cruz, che portò all'Avana; gli fu in seguito affidata la fregata Isabel II.
Con il grado di capitano di fregata prima, e quello di capitano di vascello dal 1862, comandò il piroscafo Don Jorge Juan e la corvetta Narváez nelle Filippine; nominato a capo delle forze spagnole nella zona, si distinse nell'azione che, nonostante le esigue forze a sua disposizione, portò alla conquista di una fortezza giudicata imprendibile nei pressi di Pagalungan. Passò in seguito in America del Sud, dove si fece notare nella difesa degli interessi spagnoli nel corso della guerra civile del 1859-1863; durante la sollevazione di Santo Domingo riuscì ad imbarcare a Cuba 650 uomini e un cannone per trasportarli in una notte senza luna fino a Puerto Plata, dove si trovava l'unico forte rimasto in mani spagnole.

Nel dicembre del 1864 gli fu affidato il comando della prima corazzata spagnola, la Numancia, che il mese successivo partì per raggiungere la squadra navale che si era resa protagonista dell'occupazione delle isole Chincha; attraverso l'Atlantico e lo stretto di Magellano Méndez Núñez riuscì il 5 maggio a raggiungere la flotta di José Manuel Pareja, ancorata al Callao, in un clima di tensione che sarebbe di lì sfociato in breve nella guerra ispano-sudamericana. Il viaggio fu seguito con interesse dalle autorità navali di tutto il mondo, dal momento che si nutrivano ancora seri dubbi sull'affidabilità e sulla manovrabilità di questa nuovissima classe di imbarcazioni. La Numancia rimase al Callao fino a settembre con il compito di proteggere i cittadini spagnoli presenti in Perù, minacciati dal corso della rivoluzione che aveva rovesciato il presidente Juan Antonio Pezet, colpevole di aver ratificato il trattato imposto da Pareja, considerato svantaggioso dall'opinione pubblica peruviana.

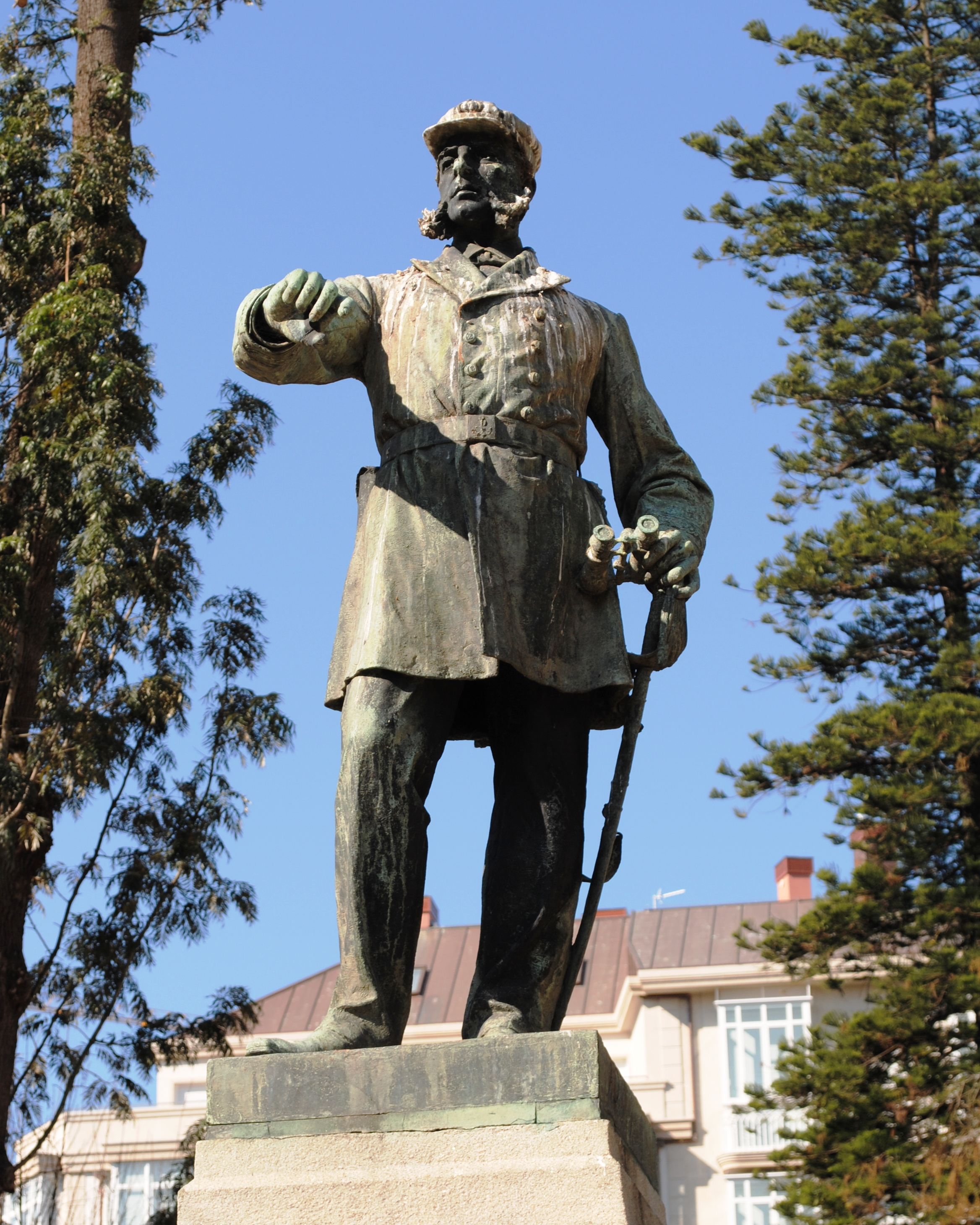
Monumento a Méndez Núñez a Vigo.

Scoppiata la guerra, Méndez Núñez partecipò al blocco navale dei porti cileni. Dopo il suicidio di Pareja passò a comandare l'intera flotta spagnola; subito decise di concentrare il blocco ai soli scali di Valparaíso e Caldera. Vista l'impossibilità di affrontare la flotta cileno-peruviana in una battaglia in mare aperto, Méndez Núñez si risolse a far bombardare l'indifesa Valparaíso il 21 marzo 1866. Di fronte alla paventata minaccia dell'intervento delle navi da guerra statunitensi e britanniche ancorate nel porto dichiarò: “meglio l'onore senza navi che le navi senza onore”.
Il 2 maggio, Méndez Núñez bombardò il porto del Callao; questa volta però si trovò di fronte un luogo fortificato e armato di una cospicua artiglieria. Nella battaglia che ne seguì rimase lui stesso ferito, al punto da essere costretto a cedere il comando al suo secondo, Miguel Lobo. Al termine del conflitto, lasciata la Numancia, che completò quello che fu il primo giro del mondo per una nave corazzata, si spostò a Rio de Janeiro con parte della flotta; da qui, al comando della fregata Almansa rimase in zona per scortare i mercantili spagnoli diretti al Río de la Plata.
Dopo la rivoluzione spagnola del 1868, Méndez Núñez tornò a Madrid, dove rifiutò la promozione a viceammiraglio a lui proposta dal suo ex-subordinato Juan Bautista Topete. Ammalatosi, morì a 45 anni, il 21 agosto 1869, mentre svolgeva l'incarico di vicepresidente dell'Ammiragliato (in spagnolo Almirantazgo), un nuovo organismo creato dal Ministero della Marina spagnolo.